# 자이틴

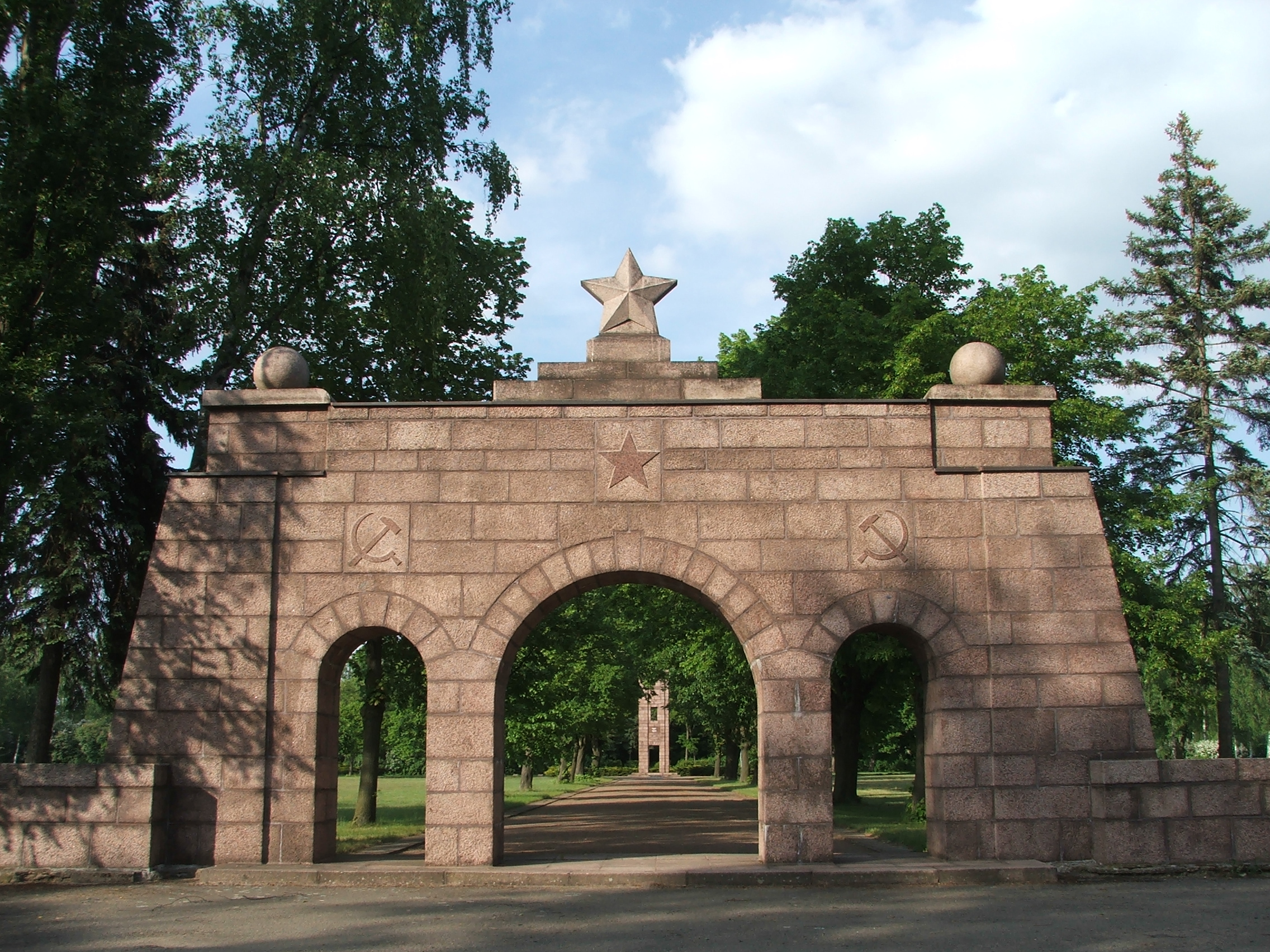

자이틴(독일어: Zeithain)은 독일 작센주의 마이센 시에 있는 지역이다. 제2차 세계 대전 당시에 커다란 전쟁 포로 수용소가 위치해 있었으며 기념비와 박물관이 이를 기리고 있다.